# Eumenes lunulatus
Eumenes lunulatus är en stekelart som beskrevs av Fabricius. Eumenes lunulatus ingår i släktet krukmakargetingar, och familjen Eumenidae. Inga underarter finns listade i Catalogue of Life.